# Borce
Borce (Borça in dialetto guascone) è un comune francese di 170 abitanti situato nel dipartimento dei Pirenei Atlantici nella regione della Nuova Aquitania.

## Geografia fisica
Il comune, appartenente alla valle d'Aspe, è attraversato dalla gave d'Aspe, affluente della gave d'Oloron.

### Comuni limitrofi
- Cette-Eygun a nord
- Accous ad ovest
- Etsaut e Urdos ad est.

## Società

### Evoluzione demografica
Abitanti censiti

## Una tappa del pellegrinaggio di San Giacomo di Compostela
Il villaggio è una delle ultime tappe della via Tolosana, prima di valicare il Passo del Somport per raggiungere il Camino Aragonés, tratto successivo nel Pellegrinaggio di Santiago di Compostela, che segue il corso del fiume Aragon per raggiungere Puente la Reina, fungendo così da tratto di unione con il Camino Francés.
Tra i secoli XVII e XVIII fu eretto un ostello dedicato a Sant'Antonio Abate  per accogliere i pellegrini. Esso è stato restaurato nel XX secolo ed è oggi un sito dell’ecomuseo della Valle d'Aspe. L'ostello è costituito da una cappella, alloggi per i pellegrini e un giardino.
La chiesa di San Michele, rinnovata nel XVII secolo, presenta una rimarchevole acquasantiera in calcare nero ornata da una conchiglia di San Giacomo, da un bombo e da una maschera barbuta.

## Immagini di Borce

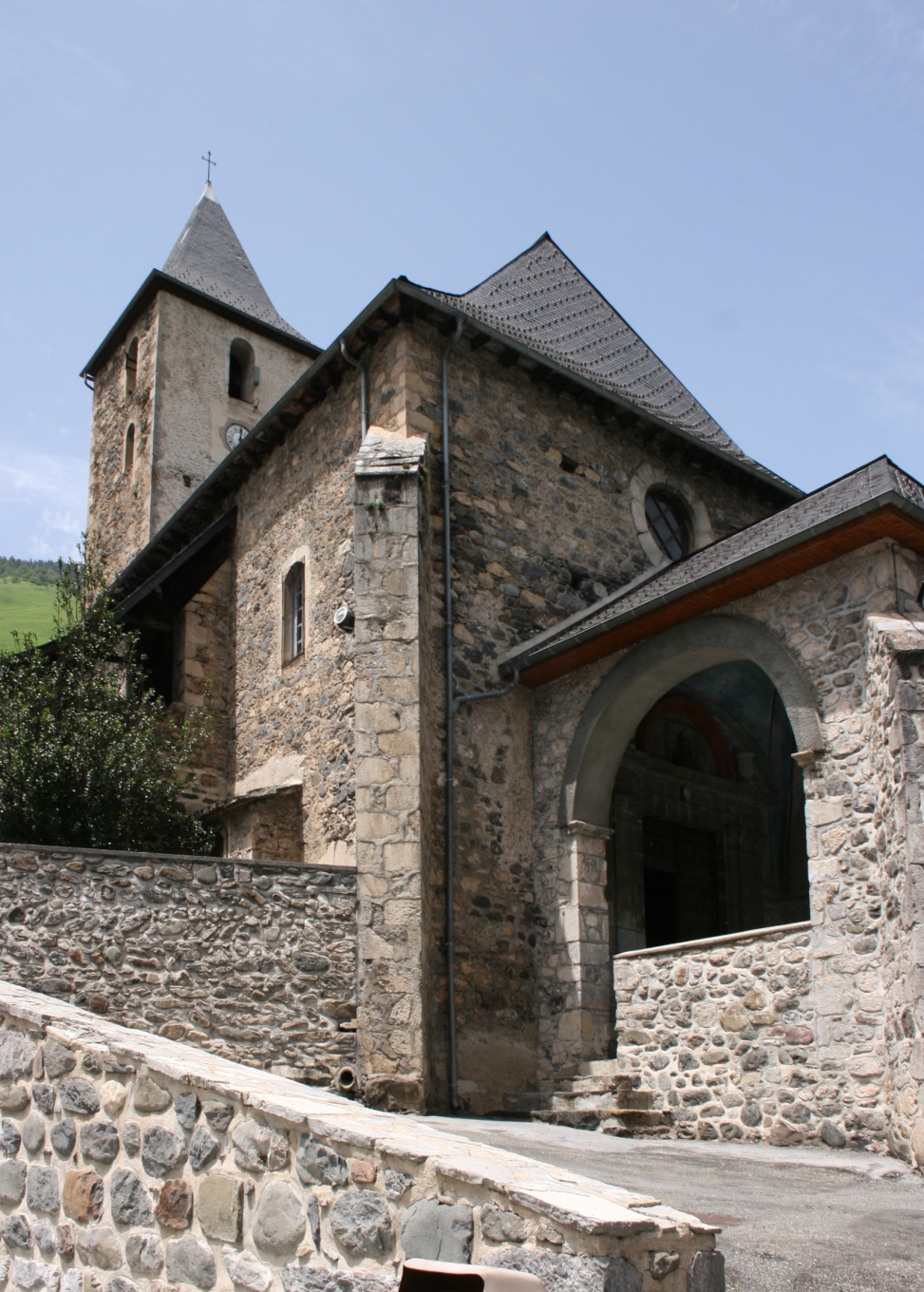
La chiesa di San Michele
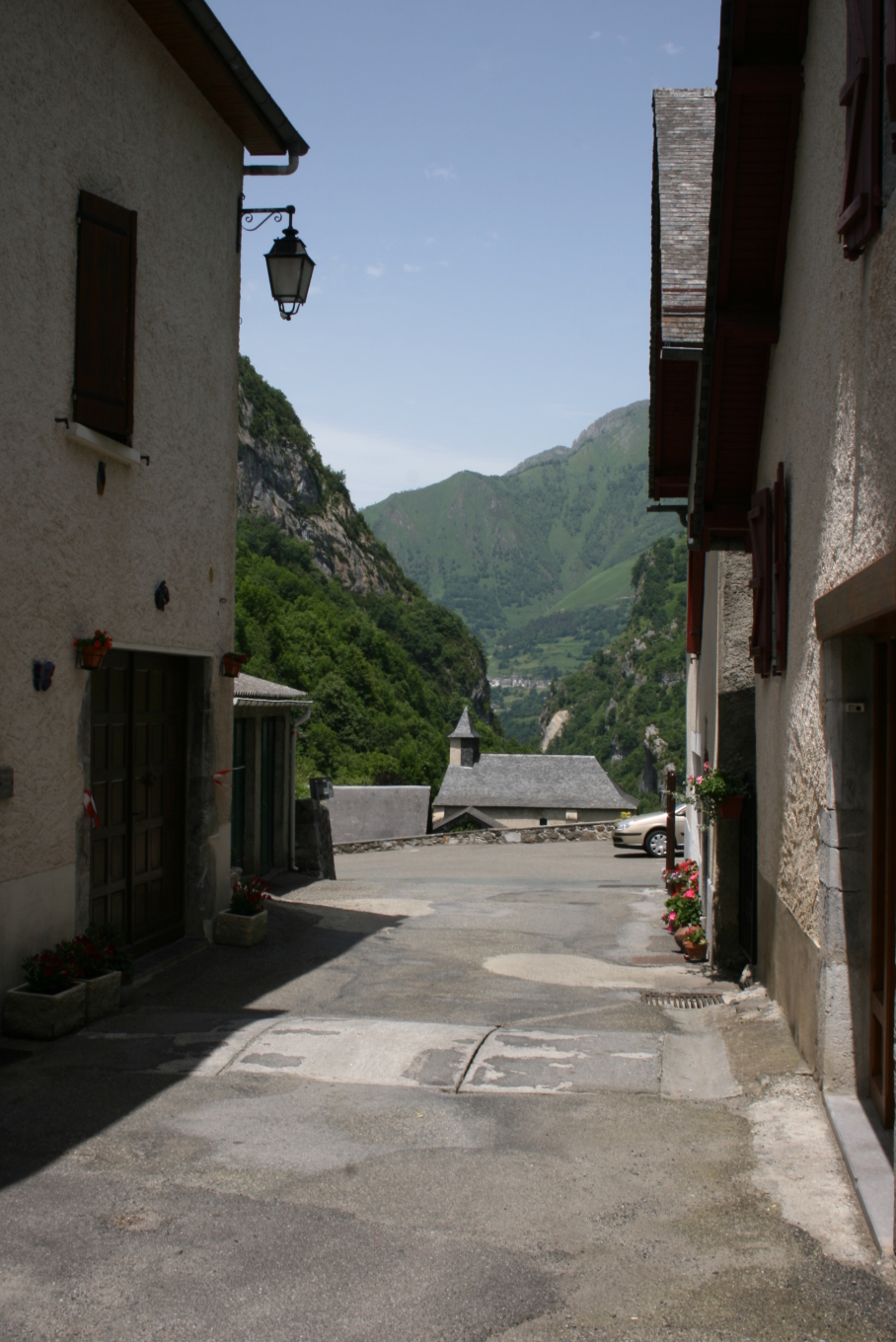
Uno scorcio del villaggio
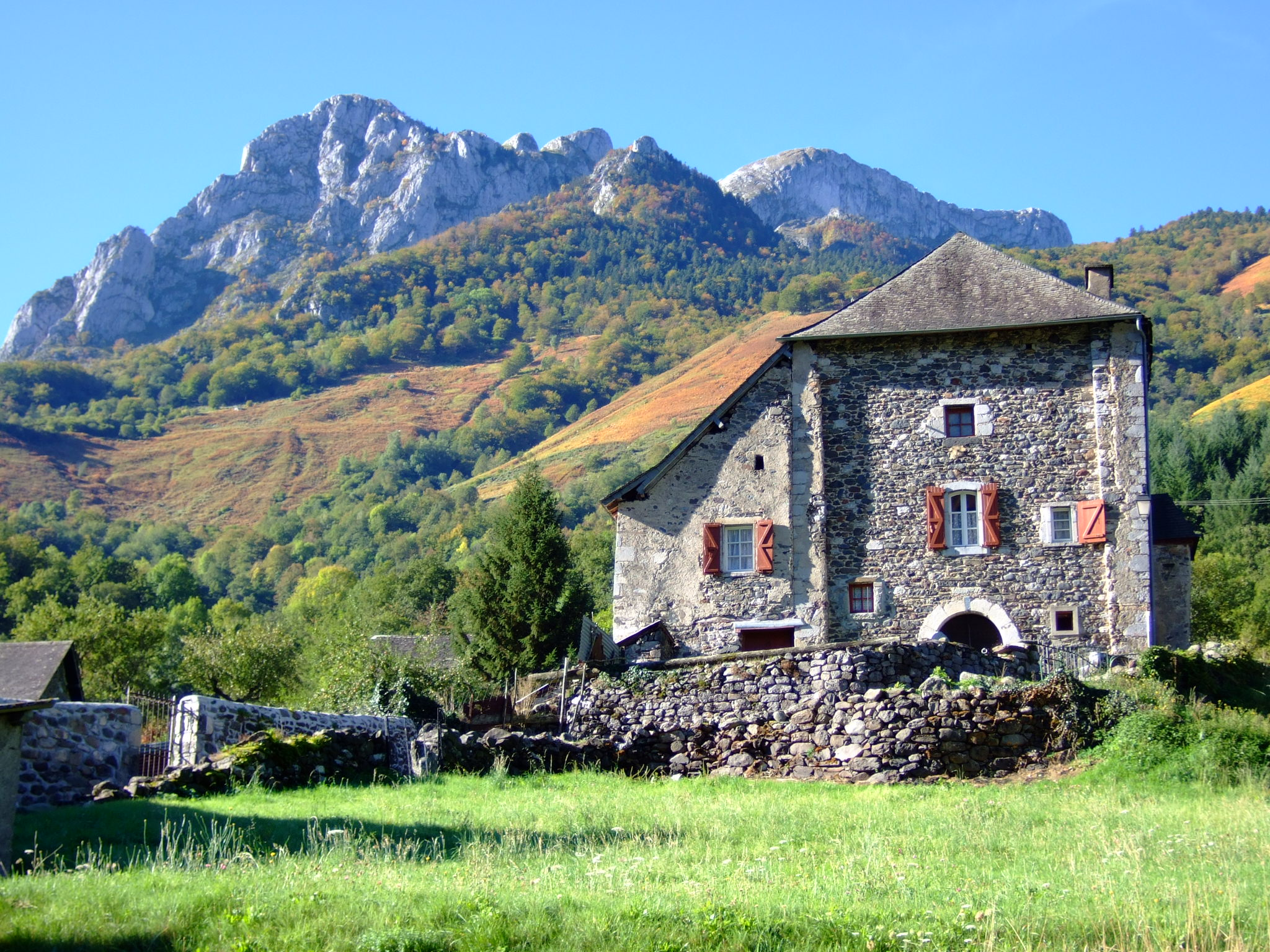
Casaforte